# Félix Vicq d'Azyr
Félix Vicq-d'Azyr ou Vicq d'Azyr (Valognes (Normadia), 23 de abril de 1748 - Paris, 20 de junho de 1794) foi um médico e anatomista francês, pioneiro da anatomia comparada.
Ocupou o lugar 1 da Academia Francesa a partir de 1788.
Foi o último médico de Maria Antonieta, a quem tentou proteger. Foi também professor de medicina veterináriana escola de Alfort, e Superintendenet das epidemias.
Foi um dos pioneiros no uso das secções coronais do cérebro e no uso de álcool para ajudar à dissecação. Descreveu o cerúleo, o locus niger (substantia nigra) no cérebro, em 1786, e a banda de Vicq d'Azyr, um sistema fibroso entre as camadas granular externa e piramidal externa do córtex cerebral, e o fascículo mamilotalâmico (ou feixe de Vicq d'Azyr). O seu estudo sistémico das convoluções cerebrais é clássico, e Vicq d'Azyr foi um dos primeiros neuroanatomistas a dar nome ao giro. Estudou os núcleos profundos cinzentos do telencéfalo e os núcleos da base. Participou na Segunda Enciclopédia.
Vicq d'Azyr morreu de tuberculose em 1794 em pleno Reino do Terror. Nesse dia tinha assistido ao Festival do Ser Supremo de Maximilien Robespierre.

## Obra
Vicq d'Azyr foi um dos primeiros defensores da ideia de unidade do plano corporal:
- Em 1784 descobriu o osso intermaxilar humano, ao mesmo tempo que Goethe;
- Assinalou a homologia estrutural entre os membros anteriores e posteriores;
- Interpretou certos ossos rudimentares (os intermaxilares e as clavículas rudimentares) à luz da teoria segundo a qual os vertebrados seguem um mesmo plano estrutural.

## Legado
As reflexões de Vicq d'Azyr sobre anatomia comparada exerceram uma grande influência em naturalistas como Cuvier, Étienne Geoffroy Saint-Hilaire, Blainville ou Richard Owen.